# September 2012
Dit artikel geeft een chronologisch overzicht van belangrijke gebeurtenissen per dag in de maand september van het jaar 2012.

## Gebeurtenissen

### 6 september
- Na afloop van een vergadering van de Europese Centrale Bank maakt president Mario Draghi bekend dat de ECB zal overgaan tot het onbeperkt opkopen van schatkistpapier met een looptijd van ten hoogste drie jaar.
- De Britse band Coldplay geeft een openluchtconcert voor 65.000 mensen op het Malieveld in Den Haag.

### 11 september
- De Amerikaanse ambassade in Egypte en het Amerikaanse consulaat in Libië worden aangevallen. De Amerikaanse ambassadeur in Libië Christopher Stevens en drie medewerkers komen om het leven bij de bestorming van het consulaat in Benghazi.

### 12 september
- Bij parlementsverkiezingen voor de Tweede Kamer in Nederland wordt de VVD met 41 zetels de grootste partij, en PvdA met 38 de tweede. Beide partijen groeien flink ten koste van het CDA, de PVV en GroenLinks.

### 21 september
- Het via Facebook op touw gezette feest "Project X Haren", waarbij een meisje uit het Groningse Haren via sociale media willekeurig uitnodigingen verstuurt voor haar verjaardag, ontaardt in chaos en rellen als duizenden jongeren ongeorganiseerd in het dorp bij elkaar komen.

### 22 september
- Het Stedelijk Museum Amsterdam wordt na een verbouwingsperiode van acht jaar door koningin Beatrix heropend. Het museum, dat gerenoveerd en uitgebreid is met een nieuwe futuristische aanbouw (bijnaam ‘de badkuip’), is vanaf 23 september weer open voor het publiek.

### 23 september
- De Belgische wielrenner Philippe Gilbert wint het wereldkampioenschap wielrennen op de weg voor mannen, de Nederlandse Marianne Vos wint bij de vrouwen.

### 25 september
- In Nederland volgt Anouchka van Miltenburg (VVD) Gerdi Verbeet (PvdA) op als voorzitter van de Tweede Kamer. Met 90 van de 146 geldige stemmen laat ze Khadija Arib van de PvdA en Gerard Schouw van de D66 achter zich.

### 28 september
- Hevige regenval veroorzaakt overstromingen in het zuiden van Spanje.

### 29 september
- Bij gevechtshandelingen ontstaat een brand die grote schade aanricht in de op de Werelderfgoedlijst staande soek in het oude centrum van de Syrische stad Aleppo.
- Het kabinet-Betrian wordt door de waarnemend Gouverneur geïnstalleerd op Curaçao, maar oud-premier Gerrit Schotte beschouwt dit als een staatsgreep en weigert plaats te maken.

## Overleden
<< · januari · februari · maart · april · mei · juni · juli · augustus · september · oktober · november · december · >>